# Saint-Brieuc Côtes-d'Armor Volley-Ball
Maillots
Le Saint-Brieuc Côtes-d'Armor Volley-Ball est un club français de volley-ball, basé à Saint-Brieuc (Côtes-d'Armor), ayant évolué pendant 12 ans au niveau professionnel. Le club amateur porte le nom de Goëlo Saint-Brieuc Côtes d'Armor.

## Historique
- 1989 : La section volley-ball de l'US Tagarine devient le Goëlo Volley-Ball
- 1993 : Accession en Nationale 3
- 1994 : Accession en Nationale 2
- 1998 : Accession en Nationale 1
- 2000 : Le club se renomme en Goëlo Côtes d'Armor
- 2002 : Champion de France de Nationale 1 et accession en Pro B
- 2003 : Champion de France de Pro B et accession en Pro A
- 2004 : L'équipe fanion déplace ses matchs à Saint-Brieuc, le club devient le Goëlo Saint-Brieuc Côtes d'Armor
- 2005 : L'équipe professionnelle prend le nom de Saint-Brieuc Côtes d'Armor Volley-Ball
- 2006 : Accession en Pro A
- 2009 : Descente en Ligue B
- 2014 : Descente en Élite
- 2015 : Champion de France Élite et Vainqueur de la Coupe de France
- 2015 : Arrêt de l'équipe professionnelle et du Centre de Formation
- 2020 : Le club se retire de la compétition et s'oriente vers une pratique loisir[1].
- 2021 : Disparition du club[2].

## Palmarès
- Champion de France Pro B : 2003
- Champion de France National 1/Élite : 2002, 2015
- Vainqueur de la Coupe de France Amateur : 2015

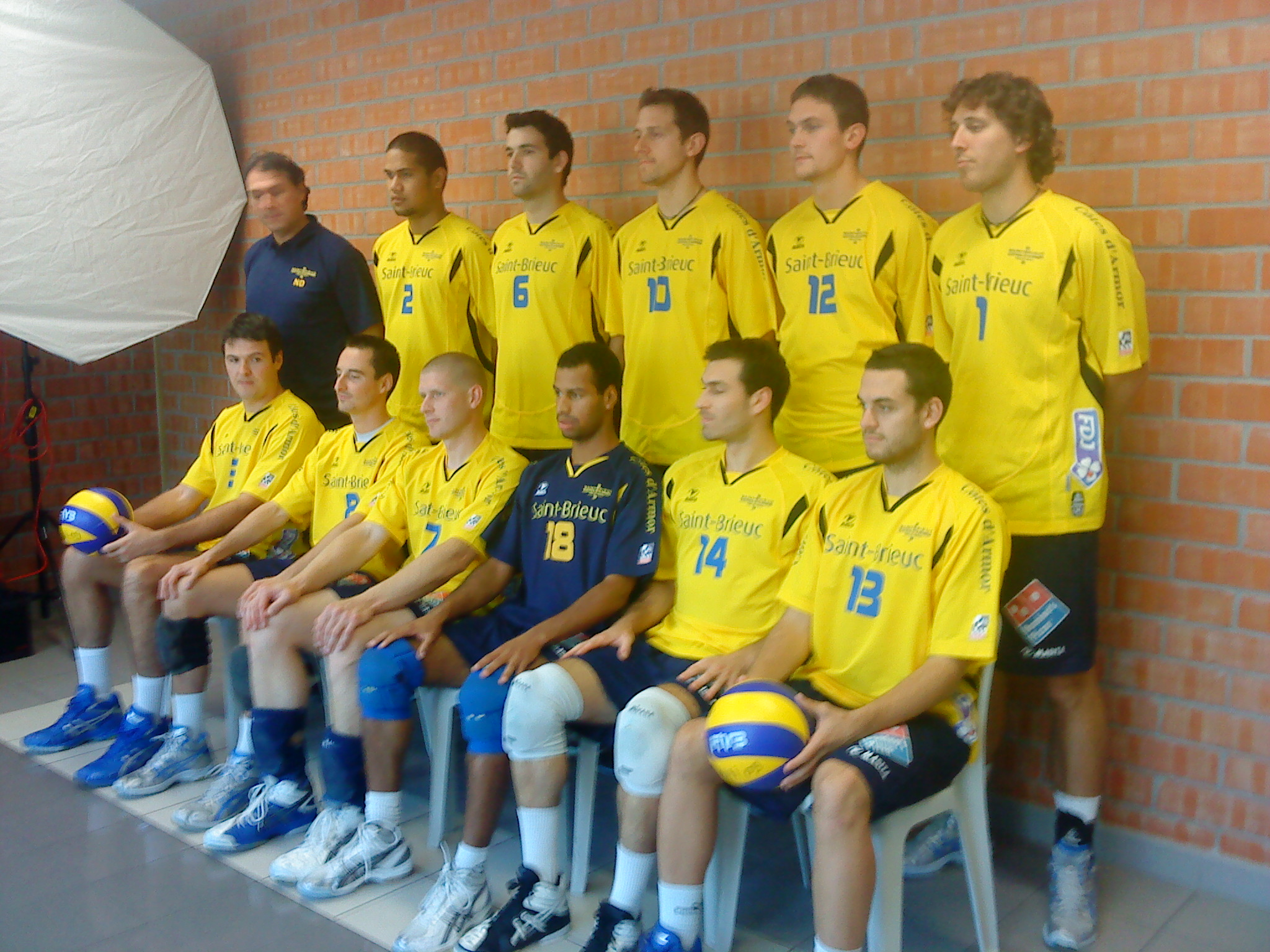
L'équipe 2010-2011.

## Bilan par saison
| Saison                                                              | Division          | Saison régulière  | Phase finale           | Coupe de France    |                   |
| Goëlo Volley-Ball                                                   | Goëlo Volley-Ball | Goëlo Volley-Ball | Goëlo Volley-Ball      | Goëlo Volley-Ball  | Goëlo Volley-Ball |
| ------------------------------------------------------------------- | ----------------- | ----------------- | ---------------------- | ------------------ | ----------------- |
| 1999-2000                                                           | 3 Nationale 1     | 6e/12             | -                      | 4e tour            |                   |
| Goëlo Côtes d'Armor                                                 |                   |                   |                        |                    |                   |
| 2000-2001                                                           | 3 Nationale 1     | 5e/12             | -                      | 16e de finale      |                   |
| 2001-2002                                                           | 3 Nationale 1     | 3e/11             | 1re/4 - Poule finale B | Quarts de finale   |                   |
| 2001-2002                                                           | 3 Nationale 1     | 3e/11             | Champion               | Quarts de finale   |                   |
| 2002-2003                                                           | 2 Pro B           | 3e/12             | 1re/4 - Play-off B     | 16e de finale      |                   |
| 2002-2003                                                           | 2 Pro B           | 3e/12             | Champion               | 16e de finale      |                   |
| 2003-2004                                                           | 1 Pro A           | 13e/14            | -                      | 1er tour           |                   |
| 2004-2005                                                           | 2 Pro B           | 4e/12             | 2e/4 - Play-off A      | 2e tour            |                   |
| Saint-Brieuc Côtes d'Armor Volley-Ball                              |                   |                   |                        |                    |                   |
| 2005-2006                                                           | 2 Pro B           | 2e/12             | 1re/4 - Poule finale B | 1er tour           |                   |
| 2005-2006                                                           | 2 Pro B           | 2e/12             | Finaliste              | 1er tour           |                   |
| 2006-2007                                                           | 1 Pro A           | 12e/14            | -                      | 8e de finale       |                   |
| 2007-2008                                                           | 1 Pro A           | 12e/14            | -                      | 8e de finale       |                   |
| 2008-2009                                                           | 1 Pro A           | 14e/14            | -                      | 8e de finale       |                   |
| 2009-2010                                                           | 2 Ligue B         | 3e/14             | -                      | 16e de finale      |                   |
| 2010-2011                                                           | 2 Ligue B         | 8e/14             | -                      | 16e de finale      |                   |
| 2011-2012                                                           | 2 Ligue B         | 13e/14            | -                      | 4e tour            |                   |
| 2012-2013                                                           | 2 Ligue B         | 13e/14            | -                      | 1er tour           |                   |
| 2013-2014                                                           | 2 Ligue B         | 14e/14            | -                      | 1er tour           |                   |
| 2014-2015                                                           | 3 Élite           | 1er/8 - Groupe B  | 1er/8 - Play-off       | pro: 2e tour       |                   |
| 2014-2015                                                           | 3 Élite           | 1er/8 - Groupe B  | 1er/8 - Play-off       | amateur: Vainqueur |                   |
| Arrêt de l'équipe professionnelle - Goëlo Côtes d'Armor Volley-Ball |                   |                   |                        |                    |                   |
| 2015-2016                                                           | 6 Prénationale    | 5e/12             | -                      | -                  |                   |
| 2016-2017                                                           | 7 Régionale       | 6e/12 - poule B   | -                      | -                  |                   |
| 2017-2018                                                           | 7 Régionale       | 1er/10 - poule A  | -                      | -                  |                   |
| 2018-2019                                                           | 6 Prénationale    | 2e/12             | -                      | -                  |                   |
| 2019-2020                                                           | 5 Nationale 3     | 11e/11 - poule D  | -                      | -                  |                   |
| Arrêt de la compétition                                             |                   |                   |                        |                    |                   |

Légende : 1,2,3,5,6 et 7 : échelon de la compétition.

## Equipe réserve
L'équipe réserve du club s'est également hissée au plus haut niveau du volleyball amateur.
| Saison    | Division      | Saison régulière | Phase finale |
| --------- | ------------- | ---------------- | ------------ |
| 2007-2008 | 4 Nationale 2 | 1re/12 - Poule A | 3e/4         |
| 2008-2009 | 3 Nationale 1 | 13e/14           | --           |

Légende : 3 et 4 : échelon de la compétition.

## Equipe féminine
L'équipe féminine du club s'est également hissée, pendant plusieurs saisons, au plus haut niveau du volley-ball amateur. Avant d'enchaîner les relégations et de retrouver les championnats de niveaux régionale.
| Saison    | Division              | Saison régulière | Phase finale | Coupe de France |
| --------- | --------------------- | ---------------- | ------------ | --------------- |
| 1999-2000 | 2 Nationale 1         | 11e/14           | -            | 3e tour         |
| 2000-2001 | 2 Nationale 1         | 8e/12            | -            | -               |
| 2001-2002 | 2 Nationale 1         | 13e/14           | -            | 2e tour         |
| 2002-2003 | 3 Nationale 2         | 11e/12 - poule A | -            | 8e de finale    |
| 2003-2004 | 4 Nationale 3         | 10e/11 - poule G | -            | -               |
| 2004-2005 | 5 Régional 1 Bretagne | 2e/12            | -            | -               |
| 2005-2006 | 4 Nationale 3         | 11e/12 - poule F | -            | -               |

Légende : 2, 3, 4 et 5 : échelon de la compétition.